# Liste de peintres de l'École de Barbizon
L'École de Barbizon désigne le centre géographique et spirituel d'une succession de colonies de peintres paysagistes désirant travailler « d’après nature  ». L'appellation, forgée en 1891, tient son nom du village de Barbizon, situé en lisière de la forêt de Fontainebleau (Seine-et-Marne), autour duquel certains artistes peintres affluèrent pendant près de cinquante ans entre 1825 et 1875.
Les pionniers furent Lazare Bruandet (1755-1804), Jean-Baptiste Camille Corot (1796-1875), Charles-François Daubigny (1817-1878), Jean-François Millet (1814-1875) et Théodore Rousseau (1812-1867). 
Ont fait partie de ce groupe informel ou ont fréquenté ces lieux : 
- Auguste Allongé (1833-1898)
- Auguste Anastasi (1820-1889)
- Adolphe Appian (1818-1898)
- Armandi (XIXe - ?))
- William Babcock (1826-1899)
- William Baptiste Baird (1847-1917)
- Hippolyte Ballue (1820-1867)
- Pierre Ernest Ballue (1855-1928)
- Albert Bance (1848-1899)
- Charles Joseph Beauverie (1839-1923)
- Michel-Amédée Besnus (1831-1909)
- Henri Biva (1848-1929)
- Henri-Arthur Bonnefoy (1839-1917)
- Georges Bonnemaison (1852-1885)
- Louis Boulangé (1812-1878)
- Jacques Raymond Brascassat (1804-1867)
- Jules Breton (1827-1906)
- Stamati Bulgari (1774-1842)
- Louis-Nicolas Cabat (1812-1893)
- Adolphe-Félix Cals (1810-1880)
- Mario Carl-Rosa (1855-1913)
- Armand Cassagne (1823-1907)
- Charles Ferdinand Ceramano (1829-1909) né Charles Ferdinand Sermain
- Martin Léonce Chabry (1832-1882)
- Ferdinand Chaigneau (1830-1906)
- Charles-Paul Chaigneau (1879-1938), fils de Ferdinand
- Octave de Champeaux (1837-1903)
- Gabriel-Gervais Chardin (1814-1907)
- Albert Charpin (1842-1924)
- Antoine Chintreuil (1816-1873)
- Eugène Ciceri (1813-1890)
- Pierre Edouard Cléry (1822-1895), cousin de Henri Harpignies
- Jean-Baptiste Auguste Clésinger (1814-1883)
- Louis Coignard (1812-1880)
- Jules Coignet (1798-1860)
- Joseph Coosemans (1828-1904), peintre belge
- Pierre Emmanuel Eugène Damoye (1847-1916)
- Honoré Daumier (1808-1879)
- César De Cock (1823-1904)
- Xavier De Cock (1818-1896)
- Alexandre Defaux (1826-1900)
- Hippolyte Camille Delpy (1842-1910)
- Jacques-Henry Delpy  (1877-1957)
- Henri Derians (?-?)
- Alexandre Desgoffe (1805-1882)
- Charles-Félix-Édouard Deshayes (1831-1905)
- Narcisse Virgilio Diaz (dit Narcisse Diaz de la Pena) (1806-1876)
- Léon-Victor Dupré (1816-1879)
- Jules Dupré (1811-1889)
- Constant Dutilleux (1807-1865)
- Marie-François Firmin-Girard (1838-1921)
- Camille Flers (1802-1867)
- Louis Français (1814-1897)
- Jean-Baptiste Georges Gassies (1829-1919)
- Jean Charles Denis Grandjean (XIXe), actif entre 1833-1857.
- Nicolas Grigorescu (1838-1907)
- Claude Guilleminet (1821-1860)
- Antoine Guillemet (1843-1918)
- Ernest Guillemer (1839-1913)
- Henri Harpignies (1819-1916)
- Adriaan Joseph Heymans (1839-1921), peintre belge, présent en 1855-1858
- Charles Jacque (1813-1894)
- Émile Jacque (1848-1912), fils de Charles Jacque
- Frédéric Jacque (1859-1931), fils de Charles Jacque
- Louis Aimé Japy (1839-1916)
- Alfred de Knyff (1819-1885), Belge arrive en 1860
- Henri Langerock (1830-1915), Belge
- Eugène Lavieille (1820-1889)
- Paul Lazerges (1845-1902)
- Paul Lecomte (1842-1920)
- Charles Le Roux (1814-1895)
- Michel-Eudes de L'Hay (1849-1900) dit Penoutet
- Camille Magnus (1853-XIXe)
- Emile van Marcke (1827-1890)
- Gabriel Mathieu (1843-1921)
- Jan Monchablon (1854-1904)
- Jean-Baptiste Olive (1848-1936)
- François Auguste Ortmans (1827-1884)
- Lazlo Paal (1846-1879)
- Léon Germain Pelouse (1838-1891)
- Charles Olivier de Penne (1831-1897)
- Jean Émile Renié (1835-1910)
- Léon Richet (1843-1907)
- Théodore Rousseau (1812-1867)
- Adrien Sauzay (1841-1928)
- Adrien Schulz (1851-1931)
- Paul Tavernier (1852-1943)
- Paul Désiré Trouillebert (1829-1900)
- Constant Troyon (1810-1865)
- Eugène Verboeckhoven (1798-1881)
- Paul Vernon (1796-1875)
- Alexandre René Véron (1826-1897)
- Jules Jacques Veyrassat (1828-1893)
- Félix Brissot de Warville (1818-1892)
- Louis Victor Watelin (1838-1907)
- Edmond Yon (1841-1897)
- Félix Ziem (1821-1911)